# Sidney Powell
Sidney Katherine Powell (Durham, 1º maggio 1955) è un avvocato statunitense, procuratrice federale e promotrice di varie teorie del complotto, che ha tentato di capovolgere l'esito delle elezioni presidenziali degli Stati Uniti del 2020, tanto da indurre l'Ordine degli avvocati del Texas a chiedere sanzioni contro di lei, inclusa una possibile radiazione dall'albo.
Nel 2020 è entrata a far parte del team legale che l'allora presidente Donald Trump aveva ingaggiato per tentare di ribaltare la vittoria di Joe Biden nelle elezioni presidenziali. Dopo diverse interviste in cui ha sostenuto l'esistenza di brogli elettorali, il team legale di Trump ha preso le distanze da lei, sebbene lei abbia continuato a incontrare il presidente alla Casa Bianca. Powell ha continuato a intentare cause elettorali indipendentemente nei tribunali distrettuali e alla fine ha perso quattro cause federali in Michigan, Georgia, Arizona e Wisconsin.
Il 14 agosto 2023 è stata incriminata insieme ad altre diciotto persone nell'accusa relativa alle elezioni del 2020 in Georgia.

## Biografia
Nata nella Carolina del Nord nel 1955, Sidney Katherine Powell è cresciuta nella città di Raleigh e aspirava fin da giovane a diventare un avvocato. Si è diplomata alla Needham Broughton High School e ha frequentato l'Università della Carolina del Nord a Chapel Hill, dove ha conseguito un Bachelor of Arts. All'età di 19 anni, è stata ammessa alla University of North Carolina School of Law, dove si è laureata nel 1978 in giurisprudenza. Ha iniziato la carriera legale come uno dei più giovani procuratori federali negli Stati Uniti.
Dal 1978 al 1988, è stata assistente procuratore degli Stati Uniti per i distretti occidentali e settentrionali del Texas e il distretto orientale della Virginia, occupandosi di processi civili e penali. È stata nominata capo della sezione d'appello per il distretto occidentale del Texas e poi per il distretto settentrionale del Texas. Ha fondato un proprio studio legale nel 1993 a Dallas, in Texas. Nel 2002 iniziò a praticare anche ad Asheville, nella Carolina del Nord, ma in seguito lasciò perdere.

### Assassinio del giudice John H. Wood
Powell è stata una dei pubblici ministeri nel processo del 1979 contro Jimmy Chagra, accusato dell'assassinio di John H. Wood Jr., giudice federale del Texas. Chagra fu assolto da ogni coinvolgimento nell'assassinio, ma condannato per altre accuse. In seguito ha ammesso il suo ruolo nella cospirazione per uccidere il giudice.

### Scandalo Enron
Powell negli anni 2000 ha rappresentato aziende e dirigenti coinvolti nello scandalo Enron, tra cui la società di contabilità Arthur Andersen e l'ex dirigente di Merrill Lynch Jim Brown. Ha espresso critiche nei confronti dei procedimenti giudiziari della Enron Task Force e ha accusato di eccessi il procuratore Andrew Weissmann. In seguito, Powell ha scritto diffusamente sugli abusi dell'accusa in libro del 2014 Licensed to Lie. Il libro fu notato dall'allora senatore Orrin Hatch, che lo descrisse come "potente".

### Elezioni presidenziali del 2020
Giorni prima delle elezioni presidenziali del 2020, Dennis Montgomery, un progettista di software con alle spalle una storia di affermazioni dubbie, ha dichiarato che un programma di supercomputer del governo sarebbe stato utilizzato per trasferire i voti da Trump a Biden sulle macchine per il voto. Powell ha promosso la teoria del complotto su Lou Dobbs Tonight il 6 novembre e di nuovo due giorni dopo sul programma Fox Business di Maria Bartiromo, dichiarando di avere "prove che è esattamente quello che è successo". Ha anche affermato che la CIA ha ignorato gli avvertimenti sul software e ha esortato Trump a licenziare la direttrice Gina Haspel. Christopher Krebs, direttore della "Cybersecurity and Infrastructure Security Agency" (CISA), ha definito l'affermazione del supercomputer "una sciocchezza" e una "bufala". La CISA ha descritto le elezioni del 2020 come "le più sicure nella storia americana", senza "alcuna prova che alcun sistema di voto abbia cancellato o perso voti, cambiato voti o sia stato in alcun modo compromesso".
Sulla scia delle elezioni, Trump ha istituito un team legale per contestare la legittimità dei risultati. Il 14 novembre, Trump ha nominato Rudy Giuliani alla guida della squadra, con Joseph diGenova, Victoria Toensing, Jenna Ellis e Powell come membri di questa squadra. Il team ha proceduto a intentare numerose azioni legali in diversi stati per presunta raccolta di voti, voti illegali, errori della macchina, discariche di voti e voti conteggiati in ritardo. Il modo preciso in cui Powell ha guadagnato importanza nel team legale è sconosciuto, anche ad alcuni funzionari della campagna. Un funzionario ha affermato che Powell "si è semplicemente presentata al quartier generale".
Giuliani e Powell hanno denunciato molteplici casi di frode elettorale in stati chiave in una conferenza stampa del 19 novembre. Hanno citato una dichiarazione giurata - depositata da Russell Ramsland e L. Lin Wood per conto della campagna di Trump - come prova di risultati manipolati. Nel confronto tra i voti espressi e il totale degli elettori registrati nel Michigan, Powell ha affermato di aver riscontrato un voto eccessivo "fino al 350% in alcuni luoghi". Tuttavia, la conclusione dell'affidavit era errata poiché confrontava i conteggi dei voti del Michigan con i dati sulla popolazione del Minnesota (le cui rispettive abbreviazioni sono MI e MN, possibile fonte dell'errore. Quando il Washington Post ha controllato in modo indipendente i numeri, non sono state trovate discrepanze tra gli elettori. Quando è stato interrogato il giorno successivo, Wood ha descritto questo come "un semplice errore" e ha detto che l'affidavit "sarà corretto se non lo è già stato".
Al termine dell'intervento di Giuliani, Powell ha preso la parola affermando (senza prove) che un complotto comunista internazionale per truccare le elezioni del 2020 era stato architettato da Cuba, Cina, Venezuela, Hugo Chávez (morto nel 2013), George Soros, la Clinton Foundation. Ha anche sostenuto che Dominion Voting Systems "può impostare ed eseguire un algoritmo che probabilmente ha funzionato in tutto il paese per prendere una certa percentuale di voti dal presidente Trump e girarli al presidente Biden". La fonte di molte di queste affermazioni sembrava essere di gran lunga la testata giornalistica One America News Network (OANN). Ha anche ripetuto una teoria del complotto — diffusa dal membro del Congresso Louie Gohmert, OANN e altri — secondo cui i risultati delle elezioni che mostravano una vittoria schiacciante per Trump erano stati trasmessi all'ufficio tedesco della società spagnola di voto elettronico Scytl, dopo di che un server aziendale sarebbe stato sequestrato durante un raid dell'esercito degli Stati Uniti.
L'esercito americano e Scytl hanno confutato queste affermazioni; Scytl non ha uffici in Germania dal settembre 2019 e non registra i voti degli Stati Uniti. In un rapporto del marzo 2021, i dipartimenti di giustizia e sicurezza interna hanno respinto categoricamente le accuse di frode elettorale condotte da nazioni straniere. Jonathan Karl, ex capo corrispondente della ABC News dalla Casa Bianca per tutta la durata della presidenza Trump, ha scritto nel suo libro del novembre 2021, Betrayal, che Powell ha detto al funzionario del Dipartimento della Difesa Ezra Cohen-Watnick che il direttore della CIA Gina Haspel era stata ferita e arrestata in Germania durante il tentativo di recuperare il presunto server e distruggere le presunte prove. Ha chiesto a Cohen-Watnick, che in precedenza aveva lavorato sotto Flynn nel governo, di lanciare una missione di operazioni speciali per costringere la Haspel a confessare.
Più tardi quella sera nel suo programma Fox News Tucker Carlson Tonight, il commentatore conservatore Tucker Carlson ha detto di aver invitato Powell nello show per fornire la prova delle sue accuse. Dopo ripetute richieste, Powell si è arrabbiata e ha detto di "smettere di contattarla", ha dichiarato Carlson. Il team di Carlson ha contattato altre figure della campagna di Trump che hanno affermato che Powell non aveva fornito loro alcuna prova per le sue accuse.
In una successiva intervista con Newsmax il 21 novembre, Powell ha accusato il governatore repubblicano della Georgia, Brian Kemp, di essere "coinvolto nella truffa del Dominion" e ha suggerito scorrettezze finanziarie. Powell ha inoltre affermato che la frode era costata a Doug Collins le primarie apartitiche contro Kelly Loeffler nella corsa al Senato in Georgia. Ha anche sostenuto che il Partito Democratico aveva usato macchine truccate per sconfiggere Bernie Sanders nelle primarie del 2016, e che Sanders ne venne a conoscenza ma "si esaurì". Ha detto che avrebbe "fatto saltare in aria" la Georgia con un deposito in tribunale "biblico". Powell ha suggerito che i candidati "pagassero per far funzionare il sistema per loro". Sulla base di queste affermazioni, Powell ha chiesto ai legislatori statali controllati dai repubblicani negli stati oscillanti di ignorare i risultati delle elezioni e nominare una lista di elettori "fedeli" che avrebbero votato per rieleggere Trump, sulla base dell'articolo due della Costituzione.
Giuliani ed Ellis hanno rilasciato una dichiarazione il 22 novembre secondo cui Powell "praticava la legge da sola" e non faceva (o non faceva più) parte del team legale di Trump. Secondo il Washington Post, la campagna di Trump ha tagliato i legami con Powell perché è stata vista come un danno ai più ampi sforzi legali di Trump. Poco dopo l'annuncio, il suo cliente Michael Flynn ha twittato che Twitter aveva sospeso il suo account per dodici ore e che era d'accordo con l'annuncio della campagna e che stava "mantenendo la rotta" per dimostrare la frode elettorale. Dominion Voting Systems ha rilasciato una dichiarazione in cui confutava le accuse di frode di Powell il 26 novembre.
Durante un incontro nello Studio Ovale con Powell, Giuliani, Flynn e Pat Cipollone il 18 dicembre, Trump ha suggerito di nominare Powell come consigliere speciale per indagare sulle accuse di frode elettorale. La maggior parte dei consiglieri di Trump si è opposta all'idea, mentre Powell li ha definiti rinunciatari. Secondo quanto riferito, l'incontro fu acceso e includeva la proposta di Flynn affinché il presidente dichiarasse la legge marziale. Powell aveva precedentemente invitato il presidente a invocare l'Insurrection Act per dispiegare forze militari. Nel gennaio 2022 è emersa una bozza di ordine esecutivo datata 16 dicembre che chiedeva a Trump di ordinare il sequestro militare delle macchine per il voto e la nomina di un consigliere speciale, sebbene non fosse immediatamente chiaro chi avesse redatto l'ordine. Politico ha riferito nel gennaio 2022 che l'alleato di Trump Bernard Kerik aveva testimoniato al comitato del 6 gennaio che il socio di Michael Flynn, Phil Waldron, aveva originato l'idea di un sequestro militare delle macchine per il voto.
A dicembre 2020 oltre 4.000 avvocati avevano firmato una lettera aperta chiedendo alle autorità disciplinari dell'ordine di condannare e indagare sul comportamento di Powell.
Nel maggio 2021, Powell ha continuato a esprimere la speranza che il risultato elettorale sarebbe stato ribaltato. Ha parlato a una conferenza di QAnon a Dallas durante il fine settimana del Memorial Day, dove ha affermato (falsamente) che Trump "può semplicemente essere reintegrato, che è stato fissato un nuovo giorno dell'inaugurazione", suscitando applausi dalla folla. La data per questo evento era presumibilmente il 13 agosto, tuttavia questa data è passata e Trump non è stato reintegrato.
Powell è stata citata in giudizio nel gennaio 2022 per testimoniare davanti al comitato ristretto della Camera sull'attacco del 6 gennaio. Si è rivolta in giudizio per bloccare il rilascio dei suoi tabulati telefonici.